# Cultura chimu

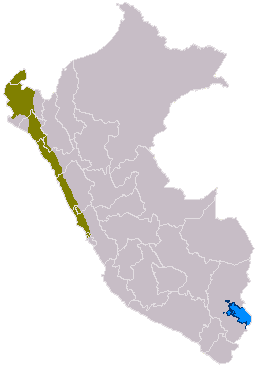
Mapa mostrando a localização do reino de Chimu e as áreas onde predominavam suas culturas na região.

A cultura Chimu é uma cultura pré-colombiana que se desenvolveu a partir dos vales dos rios Moche e Chicama, na região de La Libertad, na costa setentrional do Peru entre os séculos X e XV, no mesmo território onde havia já ocorrido a cultura Mochica, tratando-se possivelmente de sua legatária.
O ponto de irradiação cultural, ou pelo menos de organização política, foi o vale do Rio Moche e suas redondezas onde hoje se pode ver o sítio arqueológico de Chan Chan.
A constante expansão, acabou consolidando uma unidade política ou um Reino como sustentam alguns, que no início do século XV abrangia uma grande área, correspondente ao atual norte peruano, desde Tumbes até o vale Huarmei.
Há estudiosos que relatam que a cultura Chimú não passa de epílogo da chamada civilização Mochica observada no período em que esta alcançou a consolidação política e avultou o desenvolvimento urbano.
De fato, os Chimu destacaram-se como arquitetos e urbanistas e alguns defendem que, em verdade, são precursores dos Incas no que se refere às construções monumentais. São exemplos de sua arquitetura a cidadela de Chan Chan, muralha Chimu e a fortaleza de Paramonga, entre outras, razão pela qual alguns os consideram os melhores arquitetos do Peru antigo.
Como legatários da cultura Mochica, os Chimus também destacaram na cerâmica e e na produção metalúrgica dos mais variados objetos, desde adornos até armas.
Nas escavações ainda em andamento (maio/2012) em Huachaquito, no norte do Peru, foram encontrados os corpos de cerca de 40 crianças e 70 lhamas, cuidadosamete arrumados: as crianças sob as lhamas (o que sugere que as lhamas as transportariam no mundo espiritual). Nos corpos das crianças é facilmente perceptível o deslocamento de ossos e manipulação de órgãos fazendo certo que foram sacrificadas em alguma cerimônia religiosa. 
Com a queda de Chan Chan em 1470, o ocaso desta civilização coincide com a consolidação do Incas, razão pela qual a maioria dos historiadores os arrolam como um dos povos submetidos pelos Incas que passaram mas a ser seus principais contribuidores.